# Tethya norvegica
Tethya norvegica är en svampdjursart som beskrevs av James Scott Bowerbank 1872. Tethya norvegica ingår i släktet Tethya och familjen Tethyidae. Arten är reproducerande i Sverige. Inga underarter finns listade i Catalogue of Life.